# Juan Roco Campofrío
Juan Roco Campofrío (8 de Junho de 1565 – 16 de Setembro de 1635) foi um prelado católico romano que serviu como bispo de Coria (1632–1635), bispo de Badajoz (1627–1632) e bispo de Zamora (1625–1627).

## Biografia
Juan Roco Campofrío nasceu em Alcántara, em Espanha e foi ordenado sacerdote na Ordem de São Bento. No dia 17 de Março de 1625, foi nomeado durante o papado de Urbano VIII como Bispo de Zamora. A 29 de Junho de 1625, foi consagrado bispo por Giulio Cesare Sacchetti, Bispo de Gravina, com Juan Bravo Lagunas, Bispo de Ugento, e Antonio de Gouvea, Bispo Titular de Cirene, servindo como co-consagradores. No dia 5 de Julho de 1627, foi nomeado Bispo de Badajoz. A 8 de Março de 1632, foi nomeado Bispo de Coria, onde serviu até à sua morte no dia 16 de Setembro de 1635.